# St. Petrus und St. Leonhard

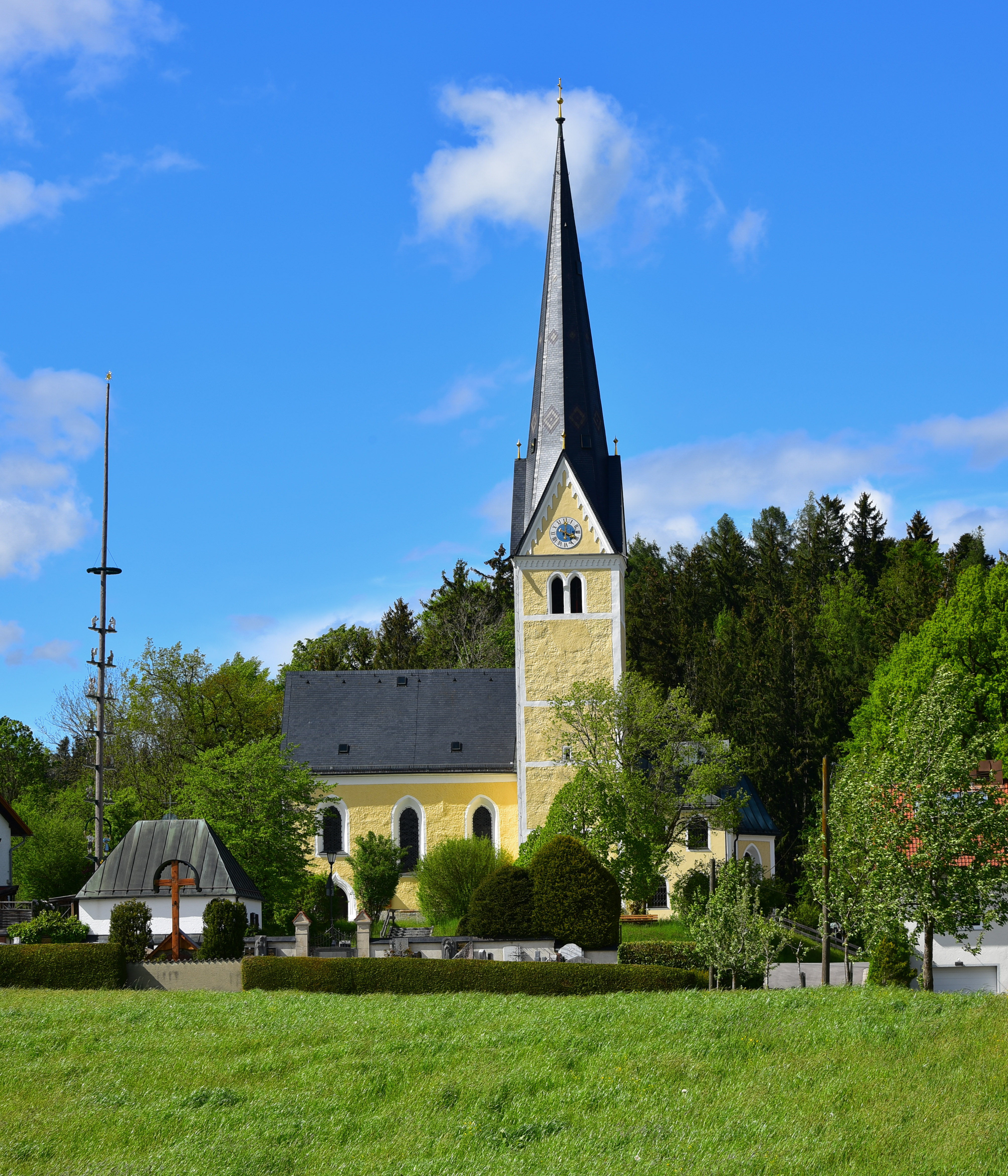
Kirche St. Petrus und Leonhard Greimharting

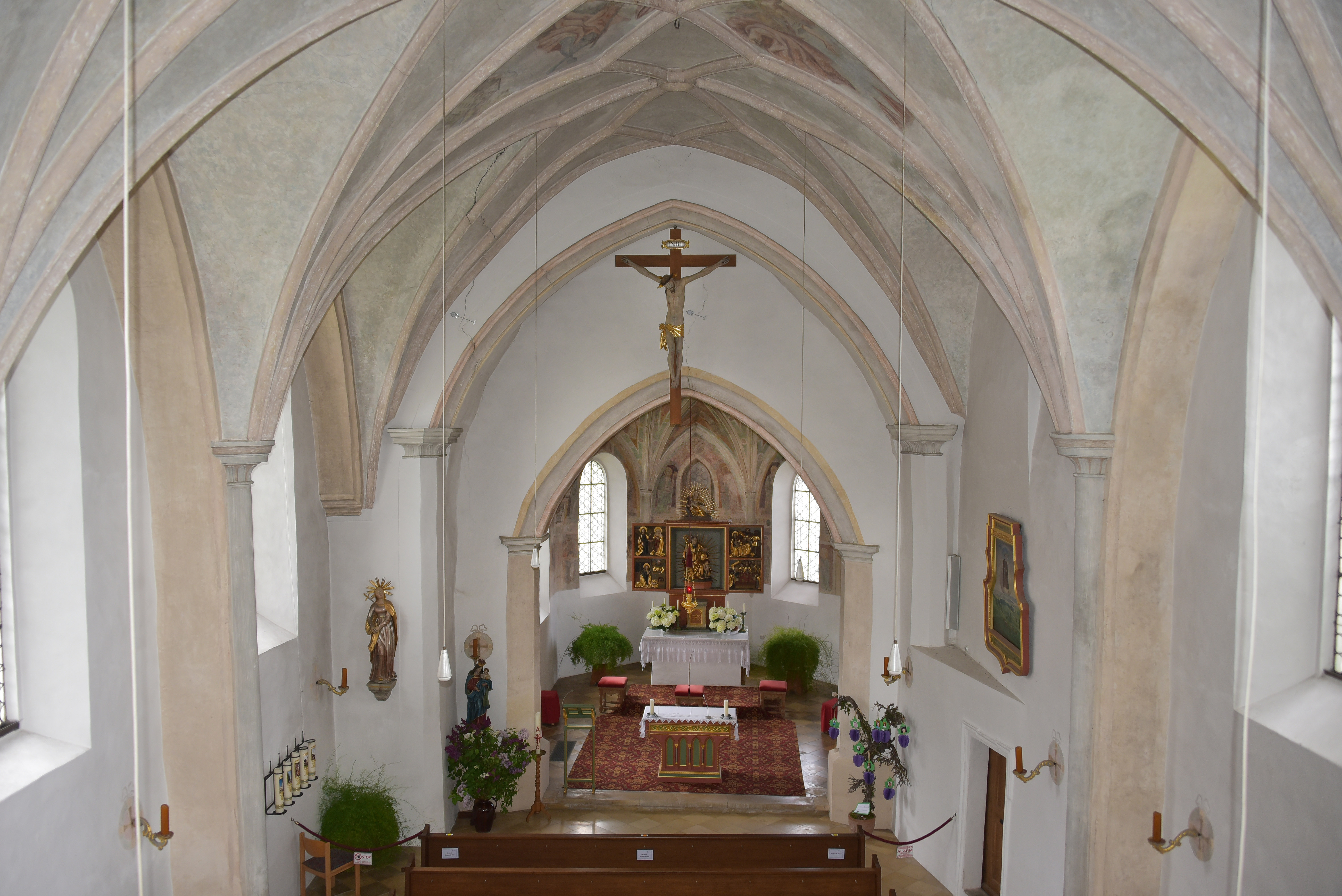
Innenansicht nach Osten

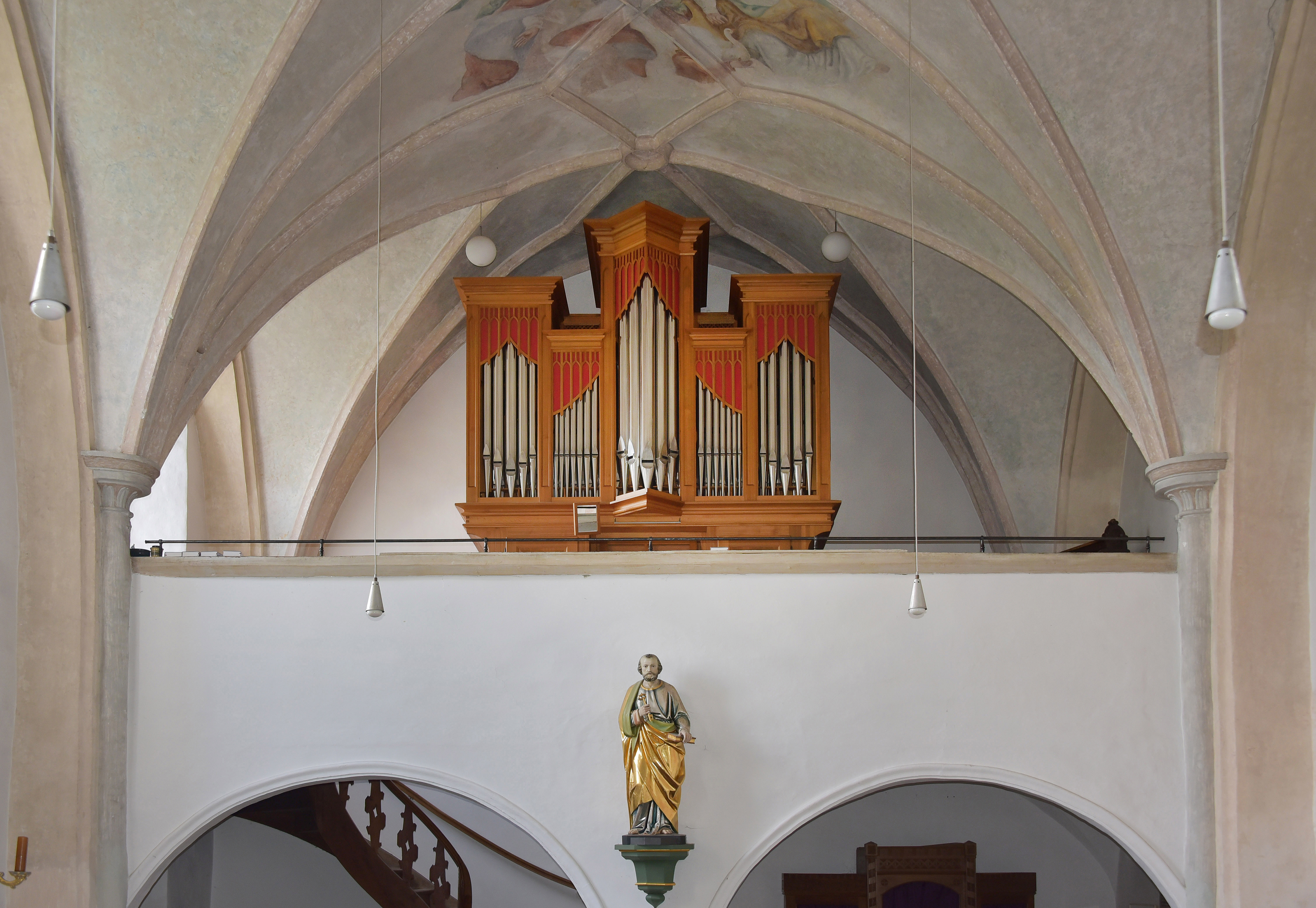
Osterhammer-Orgel auf der Westempore

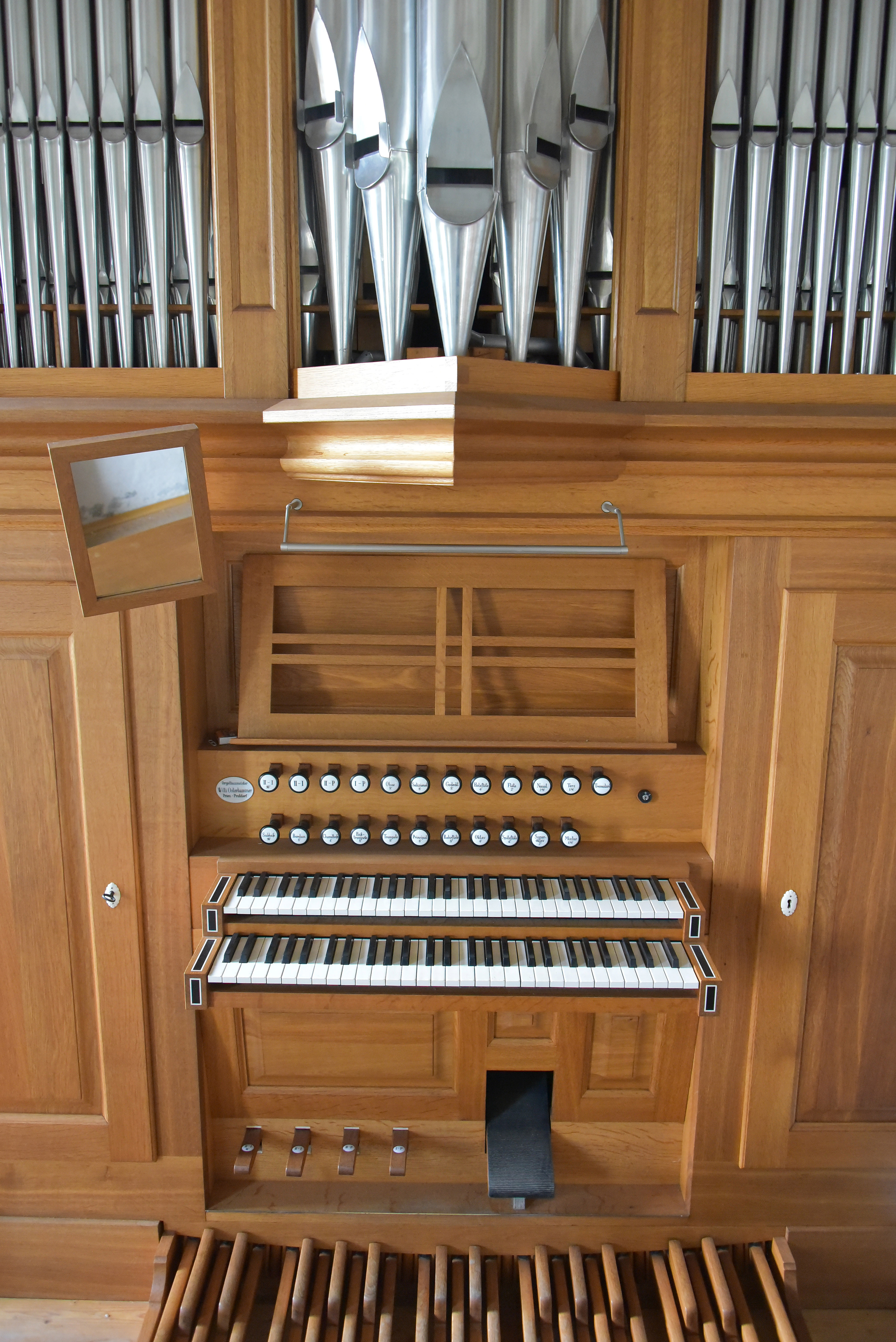
Spieltisch der Osterhammer-Orgel in St. Petrus und Leonhard Greimharting

Die Kirche St. Petrus und St. Leonhard ist die frühere römisch-katholische Pfarrkirche von Greimharting; sie gehört seit Mitte des 20. Jahrhunderts als Filialkirche zur Pfarrei Mariä Himmelfahrt in Prien am Chiemsee, liegt jedoch mit dem Ort Greimharting im Gebiet der politischen Gemeinde Rimsting. 

## Baugeschichte
Die spätgotische Kirche wurde im 15. Jahrhundert erbaut. Bei der Errichtung der Fundamente kamen auch Steine der früheren Burg von Greimharting zum Einsatz.
Im Jahr 1758 fand eine umfangreiche Barockisierung des Innenraumes der Kirche statt. Dies versuchte eine „Regotisierung“ im 19. Jahrhundert zu revidieren. Unsachgemäße Techniken und mangelnde Kenntnisse allerdings führten zu größeren Fehlern, die erst im Rahmen einer Sanierung 1960 weitestgehend rückgängig gemacht werden konnten. 
Dabei wurde im Chorraum der Kirche ein Freskenzyklus aus der Bauzeit teilweise erhalten und wieder freigelegt, dazu ein großes Christopherusbild aus dem beginnenden 16. Jahrhundert. Im Gewölbe des Langhauses konnten Rokokofresken aus dem Jahr 1758 freigelegt werden, die zuvor übermalt worden waren.

## Orgel
Das Vorgängerinstrument der heutigen Greimhartinger Orgel (I/6) wurde 1907 vom königlich bayrischen Hoforgelbaumeisters Franz Borgias Maerz (München) erbaut und steht heute in der Kirche St. Rupert (München).
Die neue Greimhartinger Orgel wurde durch Orgelbaumeister Willi Osterhammer (Prien-Prutdorf) mit 18 Registern (davon 3 Transmissionen) auf zwei Manualen und Pedal erbaut und am 9. April 2000 eingeweiht.
| I Hauptwerk C–g3 |             |       |
| 1.               | Principal   | 8′    |
| 2.               | Rohrflöte   | 8′    |
| 3.               | Amorosa     | 8′    |
| 4.               | Octav       | 4′    |
| 5.               | Spitzflöte  | 4′    |
| 6.               | Superoctave | 2′    |
| 7.               | Mixtur III  | 1 ⁄3′ |
| 8.               | Trompete    | 8′    |

| II Schwellwerk C–g3 |            |        |
| 09.                 | Gedeckt    | 8′     |
| 10.                 | Salizional | 8′     |
| 11.                 | Holzflöte  | 4′     |
| 12.                 | Flöte      | 2′     |
| 13.                 | Nasat      | 2 ⁄3′  |
| 14.                 | Terz       | 1 3⁄5′ |
| 15.                 | Oboe       | 8′     |
|                     | Tremulant  |        |

| Pedal C–g3 |                       |      |
| 16.        | Subbaß                | 016′ |
| 17.        | Bordun (= Nr. 2)      | 08′  |
| 18.        | Choralbaß (= Nr. 4)   | 04′  |
| 19.        | Baßtrompete (= Nr. 8) | 08′  |

- Koppeln: II – I, II-I Suboktavkoppel, I – P, II – P

## Glocken
Im Turm läuten drei Glocken in einem Stahlglockenstuhl. Das Geläut bildet die Melodielinie eines Durdreiklangs.
|                   | Glocke 1 (Peter- und Paul-Glocke) | Glocke 2                   | Glocke 3               |
| ----------------- | --------------------------------- | -------------------------- | ---------------------- |
| Giesser:          | Karl Czudnochowsky, Erding        | Karl Czudnochowsky, Erding | J. Graßmayr, Innsbruck |
| Gussjahr:         | 1949                              | 1949                       | 1880                   |
| Material:         | Bronze                            | Bronze                     | Bronze                 |
| Durchmesser (mm): | 1245                              | 940                        | 810                    |
| Gewicht (kg):     | 1182                              | 516                        | unbekannt              |
| Nominalton:       | e'                                | gis'                       | h'                     |